# Bartol II. Krčki (Frankapan)
Bartol II. Krčki (? - ?, oko 1224.), hrvatski velikaš, modruški knez iz obitelji knezova Krčkih, kasnije poznatih kao Frankapani. Prvi put se spominje 1186. godine u darovnici krčkog biskupa Ivana kao brat knezova, na temelju čega se zaključuje da je bio najmlađi sin kneza Dujma I. Krčkog, iz njegova drugog braka. Braća Bartol I. i Vid I. nisu mu priznavala naslov krčkog kneza, na temelju čega se može pretpostaviti kako nije imao udio u podjeli vlasti nad otokom Krkom. Zbog toga je napustio Krk i stupio u službu hrvatsko-ugarskog kralja Bele III. (1172.-1196.), koji mu je  1193. godine, u znak zahvale za službu, predao u nasljedno vlasništvo feud Modrušku županiju s utvrdom, dok se Bartol II. obvezao sa svoje strane da će služiti u kraljevskoj vojsci s 10 oklopnika unutar države te sa 4 oklopnika izvan države.
Godine 1209. osigurao je krivotvorenom ispravom nasljeđe Modruške županije nećaku Vidu II. Krčkom, koju je tobože potvrdio kralj Andrija II. (1205.-1235.). Umro je bez potomaka.